# Leșmir
Leșmir (węg. Lecsmér) – wieś w Rumunii, w okręgu Sălaj, w gminie Marca. W 2011 roku liczyła 425 mieszkańców.